# Borophaga femorata
Borophaga femorata är en tvåvingeart som först beskrevs av Johann Wilhelm Meigen 1830.  Borophaga femorata ingår i släktet Borophaga och familjen puckelflugor. Arten är reproducerande i Sverige. Inga underarter finns listade i Catalogue of Life.